# What's the Worst That Could Happen?
What's the Worst That Could Happen? (Nederlands: Wat is het ergste dat kan gebeuren?) is een Amerikaanse misdaadkomedie uit 2001. De film werd geregisseerd door Sam Weisman en had Martin Lawrence en Danny DeVito in de hoofdrollen als inbreker en miljardair. De film is losjes gebaseerd op het gelijknamige boek van Donald E. Westlake.

## Verhaal
Kevin Caffery is inbreker. Tijdens een kunstveiling ontmoet hij Amber, die gedwongen is haar lievelingsschilderij te verkopen. Kevin steelt het voor haar terug en
geeft meteen aan haar toe wat zijn beroep is. Hij krijgt van Amber een geluksring cadeau.
Max Fairbanks is een meedogenloos miljardair die het onderwerp is van een fraudeonderzoek maar desondanks niets uit de weg gaat om nog meer geld te verdienen. Hij is bijgelovig, huwde vroeger met een vrouw om haar connecties en heeft een maîtresse. Een rechter beslist in het kader van het fraudeonderzoek dat hij een van zijn buitenverblijven niet meer mag betreden.
Nu brengt Fairbanks toch een nacht door in dit huis met zijn maîtresse. Caffery en zijn partner Berger komen er diezelfde nacht inbreken nadat ze in de krant hebben gelezen dat de eigenaar er niet meer in mag. Fairbanks betrapt alleen Caffery tijdens de inbraak en belt de politie. Met de agenten ter plaatste ontfutselt Fairbanks de ring die Caffery van zijn vriendin had gekregen. Onderweg naar het politiebureau kan Caffery vervolgens ontsnappen.
Caffery rooft nog diezelfde nacht het buitenverblijf leeg. Hij is vastbesloten de ring terug te krijgen en gaat hem later terugvragen wanneer Fairbanks op een receptie is. Fairbanks ziet in de ring echter een teken van geluk en is vastbesloten hem te houden. Caffery maakt vervolgens Max het leven zuur.
Naar het einde toe nemen Max' assistente en advocaat ontslag en beramen zijn vrouw en Caffery's vriendin samen een plan. Caffrey orkestreert een veiling van de inboedel van Max' buitenverblijf. Op die veiling ontfutselt Amber hem de ring en vervangt hem door een valse. Die valse ring wordt hem even later door Caffery ontfutselt.
Caffery vlucht weg in een boot, maar Fairbanks springt er bij op. Na een handgemeen waarbij de boot lek slaat, merken ze dat de ring vals is. Aan wal staat intussen de politie te wachten om Fairbanks te arresteren. Die zorgt er echter voor dat Caffery buiten schot blijft.
Nu Caffery de ring terug heeft, vindt Amber dat hij ongeluk brengt en haalt ze hem ertoe over de ring weg te gooien. Dan helpt Caffery Fairbanks als zijn nieuwe advocaat om hem vrij te krijgen. Wanneer dat gelukt is, ontfutselt hij ten slotte nog Fairbanks' horloge.

## Rolbezetting
| Acteur              | Personage         | Opmerkingen         |
| ------------------- | ----------------- | ------------------- |
| Martin Lawrence     | Kevin Caffery     |                     |
| Danny DeVito        | Max Fairbanks     |                     |
| John Leguizamo      | Berger            | Kevin's partner     |
| Glenne Headly       | Gloria Sidell     | Max'assistente      |
| Carmen Ejogo        | Amber Belhaven    | Kevin's vriendin    |
| Bernie Mac          | Uncle Jack        | Kevin's oom         |
| Larry Miller        | Earl Radburn      | Max'veiligheidschef |
| Nora Dunn           | Lutetia Fairbanks | Max'vrouw           |
| Richard Schiff      | Walter Greenbaum  | Max'advocaat        |
| William Fichtner    | Alex Tardio       | politierechercheur  |
| Ana Gasteyer        | Ann Marie         |                     |
| Sascha Knopf        | Tracey Kimberly   | Max'maîtresse       |
| Siobhan Fallon      | Edwina            |                     |
| GQ (Gregory Qaiyum) | Shelly Nix        |                     |
| Lenny Clarke        | Windham           |                     |